# South Carthage
South Carthage é uma cidade  localizada no estado norte-americano de Tennessee, no Condado de Smith.

## Demografia
Segundo o censo norte-americano de 2000, a sua população era de 1302 habitantes.
Em 2006, foi estimada uma população de 1302, um aumento de 0 (0.0%).

## Geografia
De acordo com o United States Census Bureau tem uma área de
6,9 km², dos quais 6,7 km² cobertos por terra e 0,2 km² cobertos por água.

## Localidades na vizinhança
O diagrama seguinte representa as localidades num raio de 24 km ao redor de South Carthage.